# Pasażowanie komórek
Pasażowanie komórek – technika stosowana w hodowli komórek somatycznych.
Ponieważ komórki dzielą się mitotycznie, dłuższy okres hodowli powoduje całkowite zapełnienie naczynia hodowlanego, zubożenie podłoża i – najczęściej – śmierć komórek. Pasażowanie polega na przeniesieniu komórek ze starego naczynia do nowych naczyń, zawierających świeżą pożywkę. Stosunek pasażowania mówi, w ilu nowych naczyniach umieszcza się komórki z jednego starego naczynia o tej samej powierzchni lub objętości (na przykład pasażowanie w stosunku 1:5). Pasażowanie linii komórkowych umożliwia hodowanie nowych pokoleń identycznych komórek praktycznie w nieskończoność.

## Pasażowanie komórek zwierzęcych
Komórki zwierzęce hodowane są w laboratoriach w postaci zawiesinowej (komórki nieprzylegające, np. limfocyty) lub przylegającej (np. komórki śródbłonka).
Pasażowanie komórek zawiesinowych polega na ich zebraniu z naczynia hodowlanego, zwirowaniu przy przeciążeniu około 200 g (zwykle przez 5–10 minut), a następnie rozproszeniu w większej ilości pożywki i przeniesieniu do większej liczby naczyń hodowlanych.
Pasażowanie komórek przylegających zwane jest także trypsynizacją, gdyż stosuje się w tym celu enzym trypsynę, zwykle w stężeniu 0,25%. Trypsyna trawi białka błony komórkowej, którymi przyczepiają się one do dna i ścianek naczynia, dzięki czemu komórki przechodzą do zawiesiny. Ponieważ trypsyna trawi również białka błony niezbędne do życia komórek, po ich odczepieniu dodaje się pożywkę z inhibitorem trypsyny. Gdy komórki znajdą się w zawiesinie, postępuje się z nimi dalej tak, jak przy pasażowaniu komórek zawiesinowych. Po kilku lub kilkunastu godzinach od przeniesienia komórki ulegają ponownej adhezji do powierzchni naczyń.